# アイシン辰栄
アイシン辰栄株式会社（アイシンしんえい、英: AISIN SIN'EI Co., Ltd. ）は、愛知県碧南市に本社を置くアイシンの連結子会社で自動車部品メーカー。
自動車部品のプレス加工および塗装、車体部品の製造等を行っている。

## 沿革
- 1961年 - 「豊栄工業株式会社」として設立。
- 1966年 - ニッシン精密株式会社が設立。
- 1967年 - 豊栄工業株式会社と豊明化工株式会社が合併。「ホーメー化工株式会社」に商号を変更。
- 1988年 - ホーメー化工株式会社とニッシン精密株式会社が合併。「辰栄工業株式会社」に商号を変更。
- 1991年 - アイシングループへの加入により「アイシン辰栄株式会社」に商号を変更。
- 1993年 - 塗装設備関係のメンテナンス業務を分離・独立させ、辰栄メンテナンス株式会社として設立。
- 1994年 - デミング賞実施賞受賞。
- 2000年 - ISO 14001認証を取得。
- 2002年 - ISO9001:2000認証を取得。
- 2004年 - 衣浦工場デビジョン塗装ライン、GHP粉体ライン稼動。
- 2006年 - 工場再編に伴い、港南工場増築。
- 2008年 - 港南工場に塗装実験センター設置。
- 2009年 - 高輝度金属調塗装技術を開発し、港南工場に塗装コンパクトライン稼動。
- 2015年 - 幸田工場1期工事完了。
- 2017年 - アイシングループでバーチャルカンパニー制が導入され、アイシン精機、シロキ工業と共に車体バーチャルカンパニー事業の一翼を担う経営基盤強化に向け増資を実施（1.8億円 → 23.1億円）
- 2019年 - アイシン精機株式会社からバレーボール部の移管を受ける[3]。

## 事業所
- 本社・港南工場（愛知県碧南市）
- 衣浦工場（愛知県碧南市）
- 和泉工場（愛知県安城市）
- 幸田工場（愛知県西尾市）

## スポーツ活動
2019年にアイシン精機よりバレーボール部（現・アイシンティルマーレ碧南）の移管を受け活動母体となっている。

## 関連会社
- アイシングループ各社